# Hamburg-Jenfeld
Jenfeld ist ein Hamburger Stadtteil im Bezirk Wandsbek.

## Geographie

### Ausdehnung des Stadtgebiets
Im Osten Jenfelds deckt sich die Stadtteilgrenze mit der Landesgrenze von Hamburg und Schleswig-Holstein. Im Süden deckt sich die Stadtteilgrenze zwischen Jenfeld und Billstedt mit dem Verlauf der Autobahn (A 24). Dort liegt auch die Autobahn-Anschlussstelle Hamburg-Jenfeld (Anschlussstelle Nr. 2).

### Nachbargemeinden
Der Stadtteil wird umgrenzt von:
- Rahlstedt und Tonndorf (Bezirk Wandsbek) im Norden,
- Marienthal (Bezirk Wandsbek) im Westen,
- Billstedt (Bezirk Hamburg-Mitte) im Süden und
- Barsbüttel (Kreis Stormarn) im Osten.

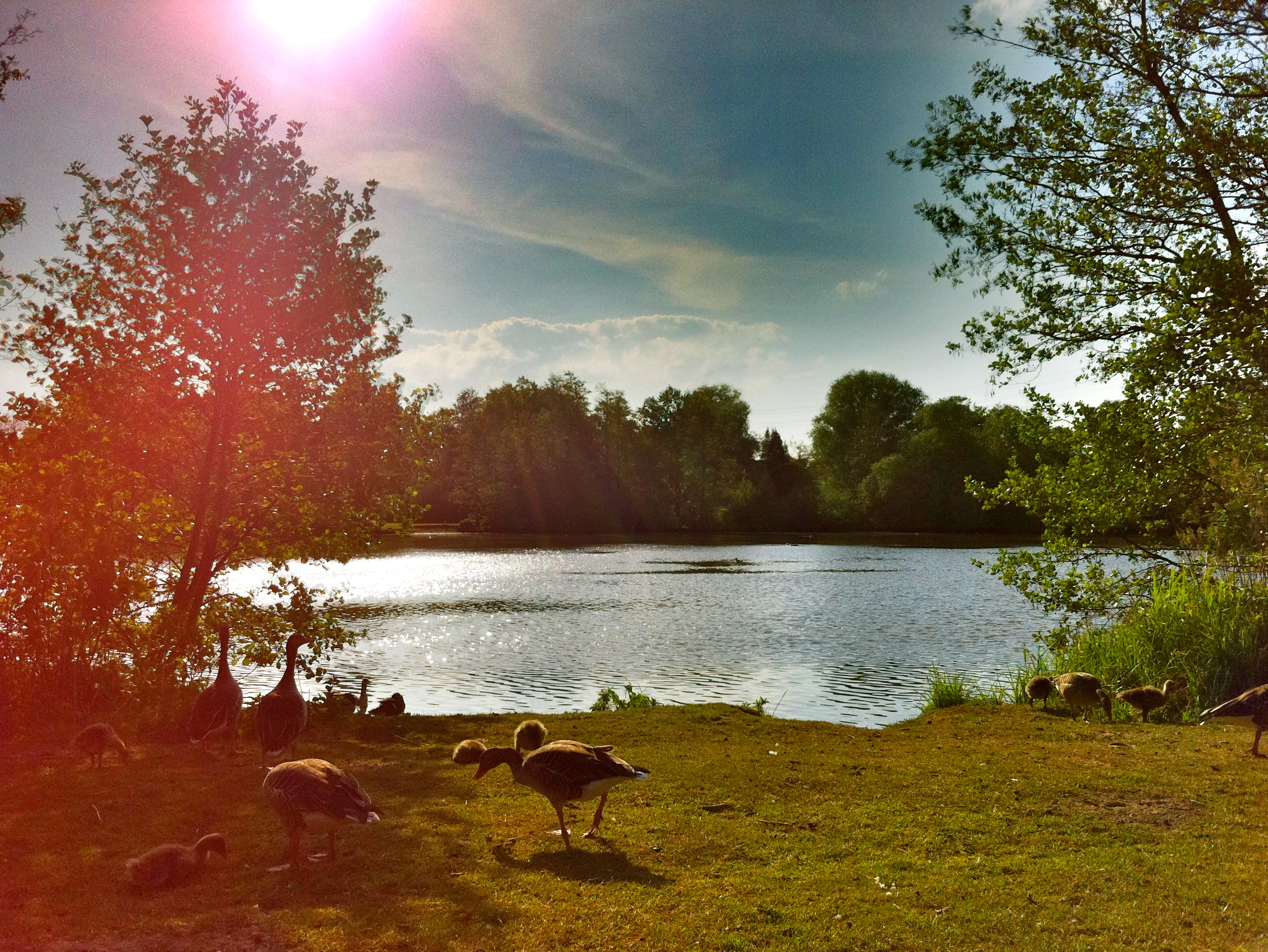
Der See im Jenfelder Moorpark

### Wasserläufe
Im Osten wird Jenfeld vom Schleemer Bach und der in ihn mündenden Barsbek durchflossen, bevor er im südlich angrenzendem Billstedt den Öjendorfer See speist und schließlich in die Bille fließt. Im Zentrum Jenfelds entspringt der Jenfelder Bach, der in Billstedt wiederum in den Schleemer Bach mündet.
Außerdem befindet sich im Nordwesten des Stadtteils der Teich vom Jenfelder Moorpark.

## Geschichte
Der Name Jenfeld leitet sich von Gelevelde ab, das „gelbes Feld“ bedeutet und auf den Sandboden der Gegend verweist. Das Dorf wurde 1304 erstmals urkundlich erwähnt. Ab Mitte des 14. Jahrhunderts gehörte es zum Kloster Reinbek. Als im Zuge der Reformation der Klosterbesitz aufgelöst wurde, kam das Dorf 1529 wieder in landesherrlichen Besitz und wurde dem Amt Reinbek zugeordnet.
Nach der Annexion Schleswig-Holsteins durch Preußen 1867 wurde Jenfeld dem neu gegründeten Kreis Stormarn zugeordnet. Mit Einführung der preußischen Kommunalverfassung 1889 kam es zum Amtsbezirk Barsbüttel. 1927 wurde Jenfeld in die Stadt Wandsbek eingemeindet. Jenfeld beherbergte von 1933 an drei Kasernen, die Douaumont-Kaserne, Lettow-Vorbeck-Kaserne und von-Estorff-Kaserne. Diese sind heute teilweise zu Wohngebieten oder der Helmut-Schmidt-Universität/Universität der Bundeswehr Hamburg umgebaut worden. 1937 kam Jenfeld gemeinsam mit Wandsbek aufgrund des 1937 beschlossenen Groß-Hamburg-Gesetzes zu Hamburg. Mit Wirkung zum 11. Mai 1951 wurde durch das Gesetz über die Bezirksverwaltung in der Freien und Hansestadt Hamburg (1949) der damalige Bezirk Wandsbek-Ost aufgeteilt und es entstand der Stadtteil Jenfeld.
Im Jahr 2014 wurde anlässlich des 25. Jahrestages der deutschen Wiedervereinigung vom Wandsbeker Bundestagsabgeordneten Jürgen Klimke (CDU) im Jenfelder Moorpark, am Ausgang zur Jenfelder Allee, ein Baumdenkmal für die Deutsche Einheit gepflanzt.

## Statistik
- Anteil der unter 18-Jährigen: 20,4 % [Hamburger Durchschnitt: 16,8 % (2023)][2]
- Anteil der Haushalte mit Kindern: 21,9 % [Hamburger Durchschnitt: 17,8 % (2023)][2]
- Anteil der über 64-Jährigen: 17,3 % [Hamburger Durchschnitt: 17,8 % (2023)][2]
- Ausländeranteil: 31,3 % [Hamburger Durchschnitt: 20,7 % (2023)][2]
- Anteil von Leistungsempfängern nach SGB II: 18,5 % [Hamburger Durchschnitt: 10,0 % (2023)][2]
- Arbeitslosenquote: 9,5 % [Hamburger Durchschnitt: 6,2 % (2023)][2]

Jenfeld zählt zu den weniger wohlhabenden Hamburger Stadtteilen. Die durchschnittlichen jährlichen Einkünfte pro Steuerpflichtigen betrugen hier im Jahre 2020 etwa 28.952 Euro und sind deutlich niedriger als der Hamburger Durchschnitt (48.035 Euro).
2020 waren mit 4.939 von insgesamt 12.113 etwa 41 Prozent der Wohneinheiten in Jenfeld im Eigentum der SAGA Unternehmensgruppe.

### Einwohnerentwicklung
- 1900: 00.424
- 1925: 00.765
- 2000: 25.724
- 2005: 25.131
- 2010: 24.581
- 2015: 25.087[5]
- 2023: 29.443[2]

## Politik
Für die Wahl zur Hamburgischen Bürgerschaft gehört Jenfeld zum Wahlkreis Wandsbek. 
Bei den Bürgerschaftswahlen 2025, 2020, 2015, 2011, 2008, 2004, 2001, 1997, 1993, 1991, 1987 und 1986 kam es zu folgenden Ergebnissen:
| Wahljahr | SPD    | CDU    | AfD    | Grüne 1) | Linke 2) | FDP    | Übrige    |
| -------- | ------ | ------ | ------ | -------- | -------- | ------ | --------- |
| 2025     | 38,6 % | 20,5 % | 14,3 % | 08,3 %   | 08,0 %   | 02,1 % | 08,2 %    |
| 2020     | 49,1 % | 10,4 % | 10,4 % | 13,6 %   | 07,1 %   | 03,8 % | 05,6 %    |
| 2015     | 53,7 % | 14,7 % | 09,5 % | 04,9 %   | 07,9 %   | 05,7 % | 03,6 %    |
| 2011     | 55,7 % | 21,6 % | –      | 04,7 %   | 06,9 %   | 05,0 % | 06,1 %    |
| 2008     | 38,3 % | 42,2 % | –      | 03,9 %   | 07,5 %   | 04,3 % | 03,9 %    |
| 2004     | 32,7 % | 49,2 % | –      | 05,2 %   | –        | 02,6 % | 10,2 % 3) |
| 2001     | 37,6 % | 26,9 % | –      | 02,8 %   | 00,3 %   | 03,5 % | 28,9 % 4) |
| 1997     | 40,6 % | 27,9 % | –      | 06,8 %   | 00,2 %   | 02,6 % | 21,9 % 5) |
| 1993     | 46,1 % | 22,7 % | –      | 07,2 %   | –        | 03,3 % | 20,7 % 6) |
| 1991     | 53,4 % | 34,0 % | –      | 03,6 %   | –        | 03,6 % | 05,4 %    |
| 1987     | 51,9 % | 38,9 % | –      | 03,6 %   | –        | 04,7 % | 01,0 %    |
| 1986     | 48,9 % | 40,4 % | –      | 05,6 %   | –        | 03,4 % | 01,7 %    |

Bei den Wahlen zur Bezirksversammlung gehört Jenfeld zum Wahlkreis Marienthal, Jenfeld, Tonndorf und bei Bundestagswahlen zum Bundestagswahlkreis Hamburg-Wandsbek.

## Wirtschaft und Infrastruktur

### Verkehr
Jenfeld verfügt über eine Autobahnauffahrt zur BAB 24.
Diverse Buslinien des HVV verbinden Jenfeld mit der Innenstadt, Wandsbek-Markt, Farmsen, Rahlstedt, Barsbüttel sowie Billstedt.
Nächstgelegene Bahnhöfe sind:
- Hamburg-Tonndorf (früher Wandsbek-Ost) der Regionalbahn (RB81)
- U Wandsbek-Markt sowie U Farmsen (U1)
- U Billstedt (U2/U4)

Von 1954 bis 1960 verkehrte die Linie 16 der Straßenbahn von Hagenbecks Tierpark über Wandsbek-Markt nach Jenfeld. Mit dem Baubeginn der U-Bahn nach Wandsbek wurde der Straßenbahnbetrieb nach Jenfeld eingestellt.
Für die Mitte der 2020er Jahre war ursprünglich eine Verlängerung der U4 von Elbbrücken nach Jenfeld geplant. Nach aktuellem Planungsstand wird der Streckenverlauf U4 jedoch erst im Herbst 2027 bis zur Horner Geest fertiggestellt werden und dort in einer Kehr- und Abstellanlage enden. Somit bleibt ein Anschluss des Stadtteils an das Hamburger U-Bahnnetz weiterhin ungewiss.

### Bildung
In Jenfeld gibt es zwei Stadtteilschulen, an denen man alle Schulabschlüsse erwerben kann, die Max-Schmeling-Stadtteilschule und die Otto-Hahn-Stadtteilschule. In der Jenfelder Straße, der Oppelner Straße, der Charlottenburger Straße und im Öjendorfer Damm existieren Grundschulen. Eine Sonderschule für geistig behinderte Kinder gibt es im Bekkamp.
Für Soldaten der Bundeswehr besteht in Jenfeld die Helmut-Schmidt-Universität/Universität der Bundeswehr Hamburg.

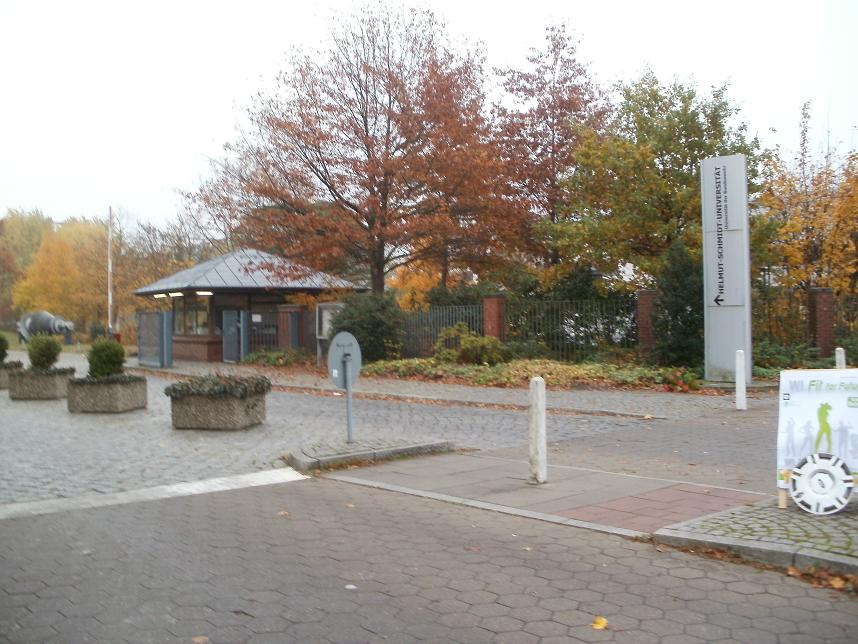
Eingang der Helmut Schmidt Universität

### Kinder- und Jugendeinrichtungen
In Jenfeld gibt es eine Vielzahl von Kinder- und Jugendeinrichtungen in freier und kommunaler Trägerschaft:
Haus der Jugend, Straßensozialarbeit, Jugendclub, Jugendzentrum, Freie Kulturinitiative, Your Life – Beratung für Mädchen und junge Frauen, Bauspielplatz Gleiwitzer Bogen, Jugendsozialarbeit der Kirchengemeinde Der Gute Hirte und die Jenfelder Kaffeekanne, ein Nachbarschaftstreff für Kinder und Jugendliche und das Jugendzentrum Jenfeld [JuZ] im Moorpark.
Im Januar 2006 eröffnete das christliche Kinder- und Jugendwerk Die Arche. Zunächst gastierte das Projekt im Gemeindehaus der Friedenskirche Jenfeld, seit Ende 2007 steht jedoch ein eigenes Gebäude auf dem Gelände der Friedenskirche.

### Neues Stadtquartier Jenfelder Au
Auf dem 35 Hektar großen Gelände der ehemaligen Lettow-Vorbeck-Kaserne wird ein neues Stadtquartier mit circa 770 Wohneinheiten, davon 630 im Neubau, sowie eine Fläche für wohnortfreundliches Gewerbe errichtet. Dabei soll eine zentrale Grünachse mit einem Teich das Rückgrat des entstehenden Viertels bilden. Die Jenfelder Au soll zudem das erste Quartier Hamburgs werden, in dem großflächig ein neuartiges Entwässerungs- und Energieerzeugungskonzept unter dem Namen Hamburg WaterCycle umgesetzt wird. Ein weiterer Baustein des Energiekonzeptes wird der Einsatz erneuerbarer Energien sein, 50 Prozent der Energie soll vor Ort erzeugt werden. Im Jahr 2009 wurde das Projekt mit dem International Urban Landscape Award (IULA) ausgezeichnet.

## Kultur und Sehenswürdigkeiten

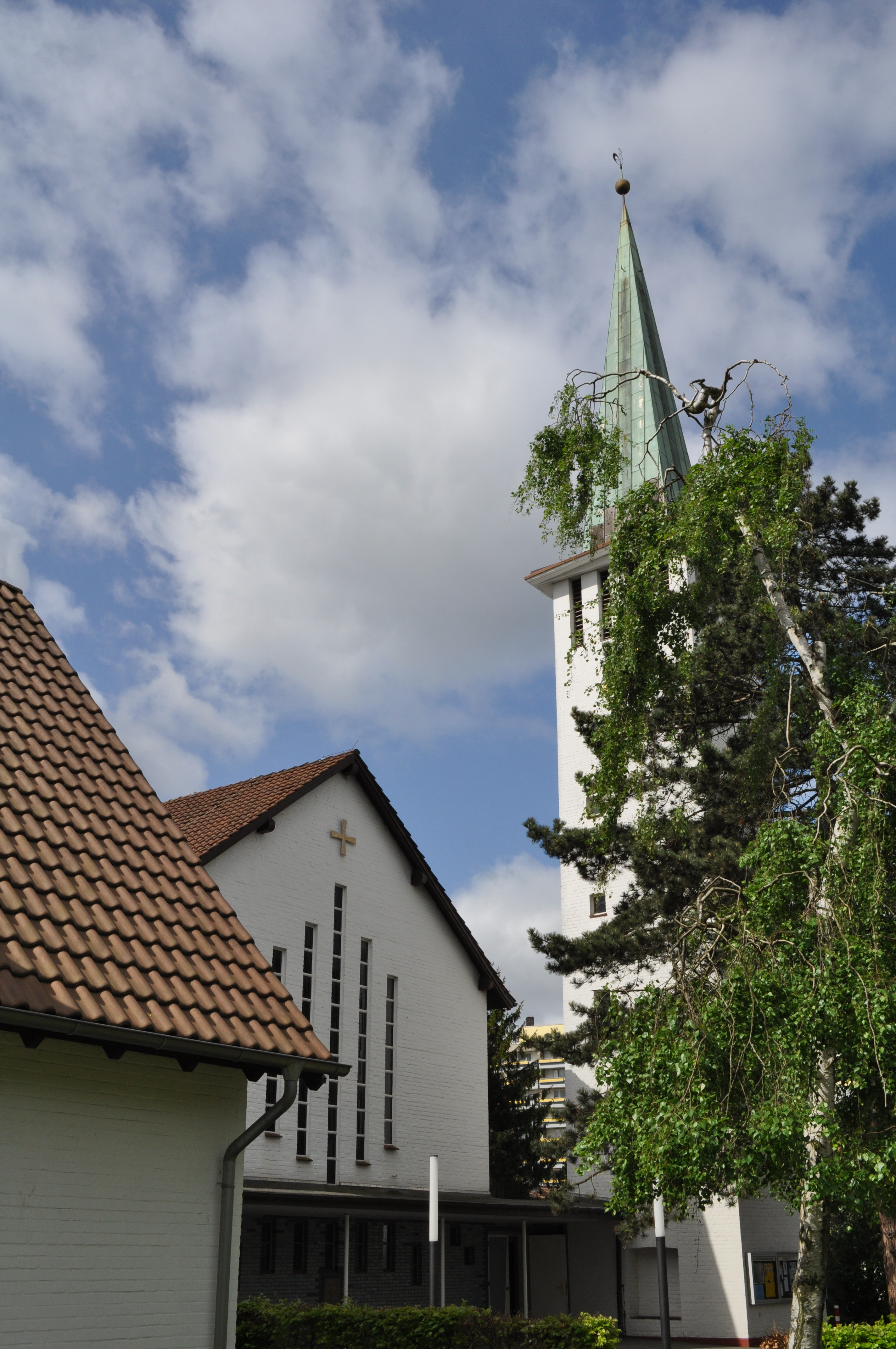
Friedenskirche Hamburg-Jenfeld

### Sport

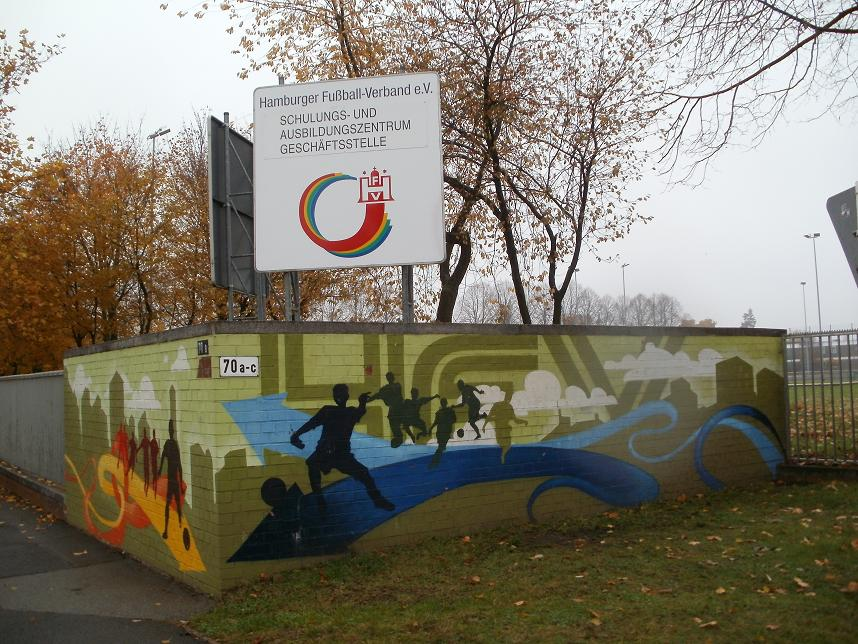
Zentrum des Hamburger Fußball-Verbandes

In Jenfeld hat seit 2001 der Hamburger Fußball-Verband seinen Sitz und betreibt dort auch seine Sportschule. Die Einrichtungen (Sporthalle, Kunst- und Naturrasenplatz) stehen zeitweise auch den örtlichen Vereinen zur Verfügung.

### Zentraler Platz

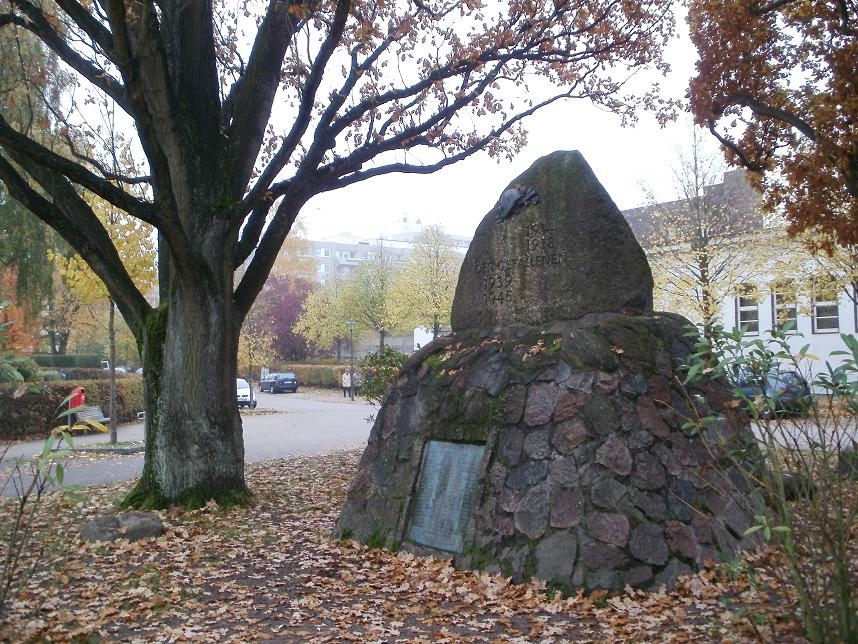
Denkstein mit einer der drei Eichen

Im Denksteinweg/Bei den Höfen wurde im September 2003 der symbolische Grundstein für den „zentralen Platz Jenfeld“ gelegt. Zentrum des zentralen Platzes ist der vorhandene Denkstein mit seinen umgebenden drei Eichen. Zur 700-Jahr-Feier von Jenfeld im Sommer 2004 erstrahlte der neu geschaffene verkehrsberuhigte Bereich, der nur mit Schrittgeschwindigkeit befahren werden darf, mit seinen angrenzenden Häusern in neuem Glanz.

### Jenfeld-Haus
Seit 1991 gibt es das Jenfeld-Haus, das Kultur im Stadtteil präsentiert. Das Jenfeld-Haus bietet ein umfangreiches Raumangebot für verschiedenste Zwecke und Anlässe. Seit 1996 betreibt es einen Veranstaltungssaal, der Auftrittsmöglichkeiten für verschiedene Zwecke bietet.

### Baumdenkmal für die Deutsche Einheit
Das Baumdenkmal für die Deutsche Einheit wurde anlässlich des 25. Jahrestages der deutschen Wiedervereinigung vom Wandsbeker Bundestagsabgeordneten Jürgen Klimke (CDU) im Jenfelder Moorpark, am Ausgang zur Jenfelder Allee, gepflanzt.
Das Einheitsdenkmal wird auch als Gedenkort genutzt.

## Persönlichkeiten

### Söhne und Töchter Jenfelds
- Die Pop-Sängerin Jasmin Wagner (Blümchen) wuchs in Jenfeld auf.
- Uwe Beginski, (Fußballspieler)
- Musikproduzent, Rapper und Sänger Toni Cottura ist in Jenfeld aufgewachsen.
- Der Schriftsteller Nils Mohl wuchs in Jenfeld auf und lebt dort.
- Der deutsche Webvideoproduzent Ahmad Nadim Ahadi (Apored) wuchs in Jenfeld auf.

## Sonstiges
Teile Jenfelds gelten als sozialer Brennpunkt. Während in West-Jenfeld mit der Universität der Bundeswehr, den Einfamilienhäusern und einem Alten-/Pflegeheim „Alt-Jenfeld“ noch erkennbar ist, wird Jenfeld-Ost durch Sozialwohnungen aus den 1970er-Jahren geprägt. Die Arbeitslosigkeit ist überdurchschnittlich hoch.
Mittelpunkt und Trennlinie Jenfelds ist mittlerweile das Jenfelder Einkaufszentrum Jen.

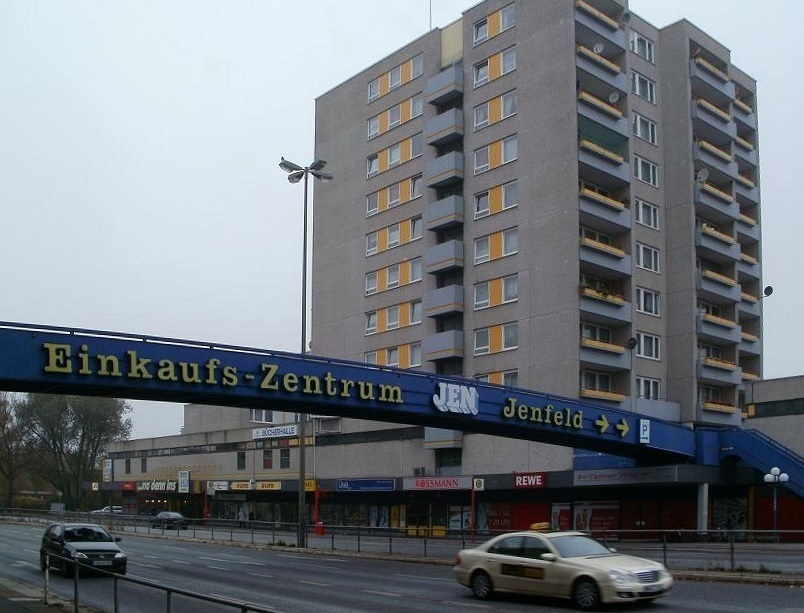
Einkaufszentrum JEN

Jenfeld geriet 2005 bundesweit wegen des Mordfalls Jessica in die Schlagzeilen. Damals hatten Jenfelder Eltern ihre siebenjährige Tochter derart vernachlässigt, dass sie verhungerte. Die Eltern wurden in der Folge zu lebenslangen Freiheitsstrafen verurteilt.